# Flavius Cerialis
Flavius Cerialis (łac. Flavius Cerialis, przełom II i I wieku p.n.e.) – rzymski żołnierz, prefekt IX kohorty Batawów stacjonujących w Vindolandi. Obywatel rzymski pochodzenia Batawskiego. Żonaty z Sulpiscią Lepidiną. Część korespondencji Flaviusa zachowała się jako tabliczki z Vindolandy.
Flavius należał do średnio zamożnej klasy społecznej, ekwitów.